# 球状影院
球状影院（Cinesphere）是全球首座永久性IMAX影院，位于加拿大多伦多安省遊樂宮，建于1971年，是安大略省最大的IMAX剧院。球状影院的座位容量最初为752人，但在2011年进行3D投影改造后减少到614人。建筑周围有护城河环绕，设有吊桥。